# Giorgio Fieschi
Giorgio Fieschi (Gènova, Itàlia, llavors República de Gènova - Roma, 11 d'octubre de 1461) va ser un cardenal genovès del segle xv.
Era oncle del cardenal Niccolò Fieschi (1503) i és de la família dels papes Innocenci IV i Adrià V i dels cardenals Guglielmo Fieschi (1244), Luca Fieschi (1300), Giovanni Fieschi (1378), Ludovico Fieschi (1384), Lorenzo Fieschi (1706) i Adriano Fieschi (1834).

## Biografia
Fieschi va ser canonge a Gènova. L'any 1433 va ser nomenat bisbe de Mariana i l'any 1436 promogut arquebisbe de Gènova. El papa Eugeni IV el fa cardenal en el consistori del 18 de desembre de 1439. El cardenal Fieschi és bisbe in commendam de Sagone de 1443 a 1445 i és nomenat administrador d'Luni l'any 1446 i bisbe in commendam de Noli l'any 1447. Fieschi és Camarlenc del Col·legi Cardenalici l'any 1447 i bisbe in commendam d'Albenga de 1448 a 1459. És legat del papa Nicolau V a Ligúria. L'any 1455 finalment és nomenat Degà del Col·legi Cardenalici.
El cardinal Fieschi va participar al conclave de 1447 (elecció de Nicolau V) i als conclaves de 1455 (elecció de Calixt III i de 1458 (elecció de Pius II).